# Siyabonga Nkosi
Siyabonga Nkosi (Newcastle, 22 agosto 1981) è un ex calciatore sudafricano, di ruolo centrocampista.

## Carriera

### Club
Ha giocato nei campionati sudafricano, tedesco e israeliano.

### Nazionale
Ha collezionato 25 presenze e 2 reti per la nazionale sudafricana.

## Palmarès

### Club

#### Competizioni nazionali
- Campionato sudafricano: 3

Orlando Pirates: 2002-2003
Kaizer Chiefs: 2012-2013, 2014-2015
- Coppa del Sudafrica: 1

Kaizer Chiefs: 2012-2013